# Крістіан Вебер
Не плутати з фехтувальницею Крістіане Вебер!
Крістіан Людвіг Вебер (нім. Christian Ludwig Weber; 25 серпня 1883, Пользінген — 11 травня 1945, Швабський Альб) — один з перших послідовників Адольфа Гітлера, політичний і державний діяч Третього Рейху, бригадефюрер СС.

## Біографія
Учасник Першої світової війни. Повернувшись з війни, працював викидайлом в ресторанах Мюнхена, потім торгував кіньми. Один з перших членів НСДАП, (партійний квиток № 15). Входив до складу першого підрозділу особистої охорони Гітлера, прообразу СС. У 1926-34 роках — член міської ради Мюнхена від НСДАП. З березня 1933 року — президент ландтагу Верхньої Баварії. Брав активну участь в арешті керівництва СА в Мюнхені під час «Ночі довгих ножів». З 1936 року — депутат рейхстагу від Дрездена. Наступні роки займав ряд керівних посад в різних економічних союзах, деякий час був інспектором кавалерійських шкіл СС. Відрізнявся корумпованістю, намагався збагатитися за рахунок свого впливу в нацистської партії, в тому числі і на конфіскації єврейської власності, про що повідомляв скарбник НСДАП Франц Ксавер Шварц. Загинув при аварії автомобіля армії США, який перевозив полонених; за іншими даними убитий.

## Звання[5]
- Штурмбаннфюрер СС (4 травня 1933)
- Штандартенфюрер СС (1 березня 1934)
- Оберфюрер СС (4 липня 1934)
- Бригадефюрер СС (16 липня 1936)

## Нагороди
- Залізний хрест 2-го класу
- Хрест «За військові заслуги» (Баварія) 3-го класу з мечами[5]
- Орден крові (№ 84; 9 листопада 1933)
- Почесний хрест ветерана війни з мечами (1934)
- Золотий партійний знак НСДАП
- Почесний знак Кобург
- Йольський свічник (16 грудня 1935)
- Почесний кут старих бійців
- Кільце «Мертва голова» (1 грудня 1937)
- Почесна шпага рейхсфюрера СС (грудень 1937)
- Цивільний знак СС в сріблі (№ 50; 12 липня 1938)
- Медаль «У пам'ять 13 березня 1938 року»
- Медаль «У пам'ять 1 жовтня 1938»
- Медаль «За вислугу років у НСДАП» в бронзі, сріблі та золоті (25 років)
- Медаль «За вислугу років у СС» 4-го, 3-го, 2-го і 1-го ступеня (25 років)[5]